# Valère Thiébaud
Valère Thiébaud (* 26. Januar 1999 in Neuenburg) ist ein ehemaliger Schweizer Radsportler, der Rennen auf Bahn und Strasse bestritt.

## Sportliche Laufbahn
2016 startete Valère Thiébaud im Strassenrennen der Junioren-Weltmeisterschaften, konnte den Wettbewerb aber nicht beenden. 2017 wurde er Schweizer Junioren-Meister im Strassenrennen, im Einzelzeitfahren wurde er Dritter. Sowohl bei den Junioren-Europameisterschaften wie bei den Junioren-Bahnweltmeisterschaften im selben Jahr belegte er in der Einerverfolgung jeweils Rang vier. In der Mannschaftsverfolgung errang er bei den Junioren-EM gemeinsam mit Scott Quincey, Mauro Schmid und Alex Vogel Bronze.
2018 wurde Thiébaud für die Bahnweltmeisterschaften in Apeldoorn nominiert. Bei den Bahneuropameisterschaften der U23 errang er mit Lukas Rüegg, Stefan Bissegger und Robin Froidevaux Silber in der Mannschaftsverfolgung, bei der U23-Europameisterschaft im Jahr darauf mit Robin Froidevaux, Mauro Schmid und Alex Vogel Bronze. Zudem wurde er im Punktefahren Zweiter. Bei den U23-Europameisterschaften im Jahre 2020 wurde er mit Robin Froidevaux Vize-Europameister der U23 im Zweier-Mannschaftsfahren. 2021 wurde er nationaler U23-Meister im Strassenrennen. Im selben Jahr startete er mit Froidevaux, Stefan Bissegger, Cyrille Thièry, Théry Schir und Mauro Schmid bei den Olympischen Spielen in der Mannschaftsverfolgung Platz acht.
2022 und 2023 gewann Thiébaud drei nationale Titel der Elite auf der Bahn. Am 23. August 2024 stellte er im Tissot Velodrome in Grenchen mit  52,116 Kilometer einen neuen Schweizer Stundenrekord auf und übertraf damit den Rekord von Claudio Imhof aus dem Jahr 2020 um rund 1,3 Kilometer. Im Dezember 2024 verkündete er seinen Rücktritt vom Spitzensport. Neben finanziellen Gründen gab er die Nicht-Qualifizierung der Schweizer für diei Olympischen Spiele 2024 in seinen bevorzugten Disziplinen Zweier-Mannschaftsfahren und Mannschaftsverfolgung als weiteren Grund an.

## Erfolge

### Bahn
2017
- Junioren-Europameisterschaft – Mannschaftsverfolgung (mit Scott Quincey, Mauro Schmid und Alex Vogel)

2018
- U23-Europameisterschaft – Mannschaftsverfolgung (mit Lukas Rüegg, Stefan Bissegger und Robin Froidevaux)

2019
- U23-Europameisterschaft – Punktefahren
- U23-Europameisterschaft – Mannschaftsverfolgung (mit Robin Froidevaux, Mauro Schmid und Alex Vogel)

2020
- U23-Europameisterschaft – Zweier-Mannschaftsfahren (mit Robin Froidevaux)

2021
- Europameisterschaft – Mannschaftsverfolgung (mit Simon Vitzthum, Claudio Imhof und Alex Vogel)

2022
- Schweizer Meister – Scratch, Zweier-Mannschaftsfahren (mit Simon Vitzthum)

2023
- Schweizer Meister – Omnium

### Strasse
2017
- Schweizer Junioren-Meister – Strassenrennen

2021
- Schweizer U23-Meister – Strassenrennen